# ヴァリチェッラの聖母

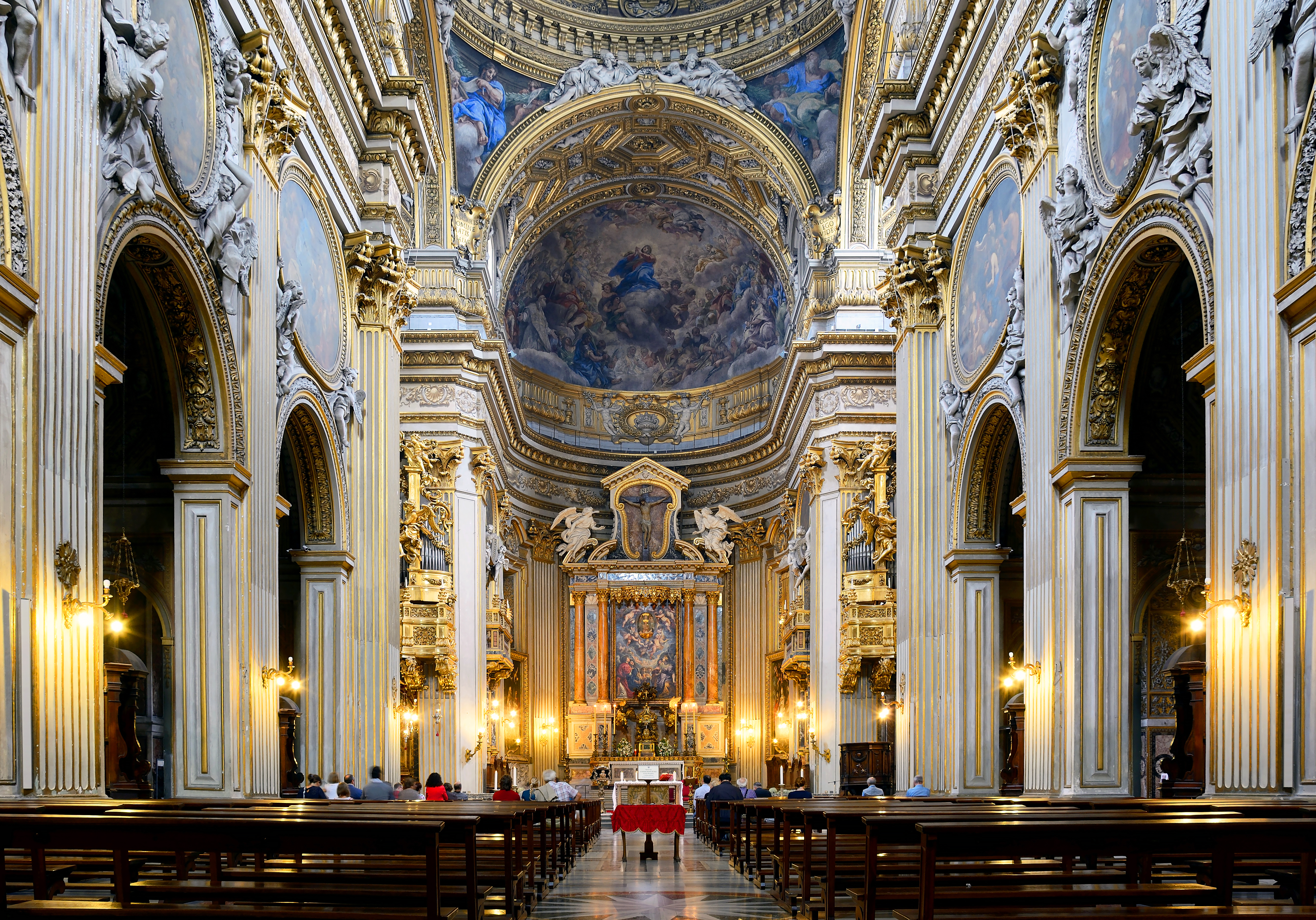
主祭壇に設置された絵画と教会堂の内装。2015年撮影。

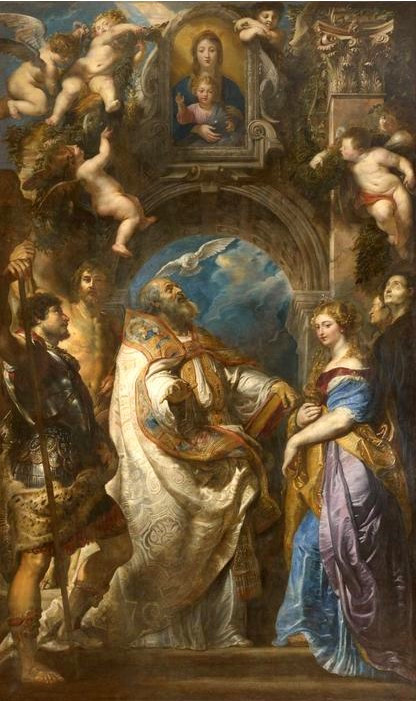
第1作目『聖母子の画像を崇める聖グレゴリウスと諸聖人』。グルノーブル美術館所蔵。

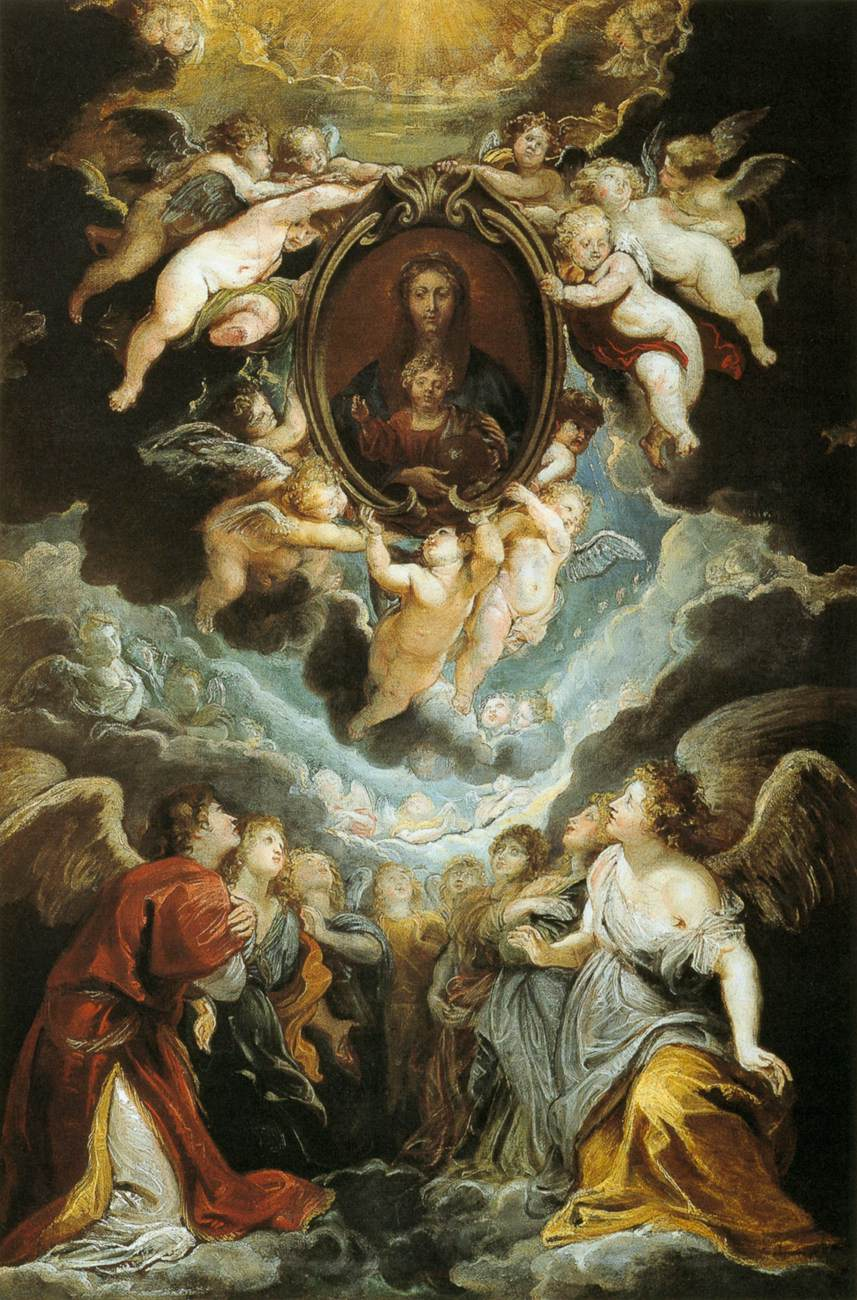
本作品のモデロ。

『ヴァリチェッラの聖母』（ヴァリチェッラのせいぼ、伊: Madonna della Vallicella）として知られる『天使たちの崇敬を受けるヴァリチェッラの聖母子像』（てんしたちのすうけいをうけるヴァリチェッラのせいぼしぞう、蘭: Madonna della Vallicella aanbeden door engelen、伊: Madonna della Vallicella adored by angels）は、バロック期のフランドルの巨匠ピーテル・パウル・ルーベンスが1608年に制作した絵画である。油彩。初期のイタリア時代を代表する大作の1つで、ローマのオラトリオ会のサンタ・マリア・イン・ヴァリチェッラ教会の主祭壇画として制作された。現在も同教会に所蔵されている。また本作品の準備素描がモスクワのプーシキン美術館に、モデロ（発注者に確認を取るために制作された構図習作）がウィーン美術アカデミー絵画館に所蔵されている。

## 主題
サンタ・マリア・イン・ヴァリチェッラ教会はもともと中世に建設された教会で、1575年にローマ教皇グレゴリウス13世によってオラトリオ会に寄進された。しかしこの教会堂はオラトリオ会の会士全員を収容するには狭すぎたため、取り壊されてキエザ・ヌォーヴァ（新教会）が建設された。その際、隣接する家屋から中世のフレスコ画の断片が取り外された。このフレスコ画は天使たちの間に聖母マリアと祝福する幼児イエス・キリストを描いた聖母子像で、奇跡を起こすと信じられており、信仰心のない人間が聖母子像に石を投げて傷つけたとき、聖母が涙を流したと伝えられている。

## 制作経緯
オラトリオ会は新教会が建設されると、奇跡の聖母子像を信者たちの信仰のために側廊礼拝堂の祭壇に設置した。彼らは教会堂の内装を整えるべく後援者を求めた。1596年、ミラノの枢機卿フェデリコ・ボッロメオの後援により、主祭壇の設置と内陣の装飾が可能となった。しかし主祭壇画は欠けたままであり、ウルビーノ出身の画家フェデリコ・バロッチに「マリアの誕生」を主題とする祭壇画が発注される予定であった。ところがこの装飾計画は教会堂を建設した際の最大の後援者であった枢機卿アンジェロ・チェージが1606年に死去し、さらに同年8月2日、オラトリオ会の上層部が奇跡の聖母子像を側廊礼拝堂から主祭壇に移すことを決定したことにより白紙に戻された。その後、ジェノヴァの出身で、教皇庁の財務官を務め、のちに枢機卿となったジャコモ・セッラが新たな後援者となったが、この人物は祭壇画発注の資金を提供する代わりに、自分の選んだ画家に祭壇画を発注することを求めた。こうして選ばれたのが当時マントヴァ公ヴィンチェンツォ1世・ゴンザーガの宮廷画家であったルーベンスだった。セッラは同郷出身のニッコロ・パラヴィチーニの紹介でルーベンスと知り合っていた。ニッコロはルーベンスに『キリストの割礼』（Besnijdenis van Christus）を発注したマルチェロ・パラヴィチーニ神父の弟である。

しかしオラトリオ会にとって、異国出身で見知らぬ画家であったルーベンスは望ましい人選ではなかった。彼らはセッラの申し出を受け入れたものの、いくつかの厳しい条件をルーベンスに突きつけた。そのため、ルーベンスは最初に具体的な見本で画家としての力量を示し、制作費の一部を負担しなければならなかった。また主題に関しては発注者の指示に全面的に従わなければならず、指示があればそのたびに素描で記録し、さらに完成した祭壇画が気に入らなかった場合、発注者は祭壇画を制作者に突き返すことができることを認めなければならなかった。それでもこの発注はルーベンスにとって非常に名誉あるものであった。ルーベンスはマントヴァ公の秘書官に宛てた手紙の中で次のように述べている。

現在、ローマで最高の最も名誉ある注文を目前にし、何としてもこの機会を掴まなければならないという野心に駆り立てられています。オラトリオ会のサンタ・マリア・イン・ヴァリチェッラ教会の主祭壇画の注文です。この教会は、今日ローマで最も有名かつ最も参詣者の多い教会です。ローマの中心部に位置し、何人ものイタリアの巨匠たちが力を合わせて装飾してきたものです。

主題は教会の守護聖人である聖グレゴリウスと、主祭壇の下に聖遺物が安置されている初期キリスト教の殉教した聖人たちが一堂に会している場面と定められた。またこれらの聖人のグループ上に奇跡の聖母子像を描くことが求められた。契約が1606年9月に結ばれると、ルーベンスは簡略された油彩スケッチと構図を決定したモデロを1点ずつ呈示した。そして、高さ477センチ、横幅288センチの大祭壇画『聖母子の画像を崇める聖グレゴリウスと諸聖人』の制作に取り掛かり、翌1607年に完成した。ところが、オラトリオ会はルーベンスが彼らの指示に従って慎重に制作したにもかかわらず、完成した祭壇画に不満があったようである。ルーベンスによると、西正面の窓から入る日光の反射がひどく、祭壇画を主祭壇に設置すると見ることを困難にさせた。しかし西正面の窓は主祭壇から30メートルも離れていた。
おそらくオラトリオ会は聖母子像の配置に不満があったのではないかと考えられている。祭壇画を引き取ったルーベンスは代替となる新たな祭壇画の制作を申し出たが、オラトリオ会の不満を解消するため、光を吸収する効果があるスレート板を支持体として使用し、構図を全面的に改めたうえで、第2作目を制作しなければならなかった。

## 作品
以上のような複雑な事情から、ルーベンスは主祭壇画の主題が変わってしまうほどに、構図を全面的に変更して第2作目（本作品）を制作した。第1作目の主題は聖会話の形式をとった聖グレゴリウスの幻視というべきもので、その構図は聖グレゴリウスが聖マウルス、聖パピアヌス、聖ドミティラ、聖アキレウス、聖ネレウスの諸聖人に囲まれながら、頭上に天使に囲まれながら顕現した奇跡の聖母子像を見つめるというものであった。これに対して第2作目では、ルーベンスは当初の構図の構成要素を大きく3つに分割し、それぞれを3枚のスレート板に描き分けた。その結果、主祭壇画は天使とともに顕現する奇跡の聖母子像が描かれ、残る2枚のうち1枚に聖グレゴリウス、聖マウルス、聖パピアヌス、もう1枚に聖ドミティラ、聖アキレウス、聖ネレウスが描かれた。この2枚の絵画はそれぞれ主祭壇を囲む左右の壁面を飾るために用いられた。
ルーベンスは天使たちから崇敬を受ける聖母子像を描いている。画面上部では、聖母子を描いた奇跡のフレスコ画はプットーたちによって天上に運ばれ、画面下部では多くの天使たちが天井へと運ばれていく聖母子像を崇敬のまなざしで見つめている。
ルーベンスは主祭壇に設置されているフレスコ画の奇跡の聖母子像が見えるように、祭壇画の聖母子画の部分を切り取って窓を作った。そして銅板に奇跡の聖母子像を描いて、裏側から窓の部分を覆い、銅板を開閉できるようにすることで、教会の祝日などの特別な日にその奥にあるフレスコ画を公開できるように工夫した。

## 来歴
ルーベンスは第2作目をわずか5か月で制作した。除幕式は1608年10月25日に行われたが、ルーベンスは出席しなかった。ルーベンスは第1作目『聖母子像を崇める聖グレゴリウスと諸聖人』の購入をマントヴァ公ヴィンチェンツォ1世・ゴンザーガに持ち掛けたが、断られている。同年、ルーベンスは今回の仕事の難しさとマントヴァ公の無関心さに腹を立てながら帰国し、『聖母子像を崇める聖グレゴリウスと諸聖人』を画家の母マリア・ペイペリンクスの墓があるアントウェルペンの聖ミカエル修道院に寄進した。
モデロはオーストリアの外交官であり美術収集家であったアントン・フランツ・デ・パウラ・ランベルク＝シュプリンツェンシュタイン伯爵の膨大なコレクションに由来している。伯爵が1822年に死去すると、本作品を含む740点におよぶ絵画コレクションは美術アカデミーに遺贈された。

## ギャラリー

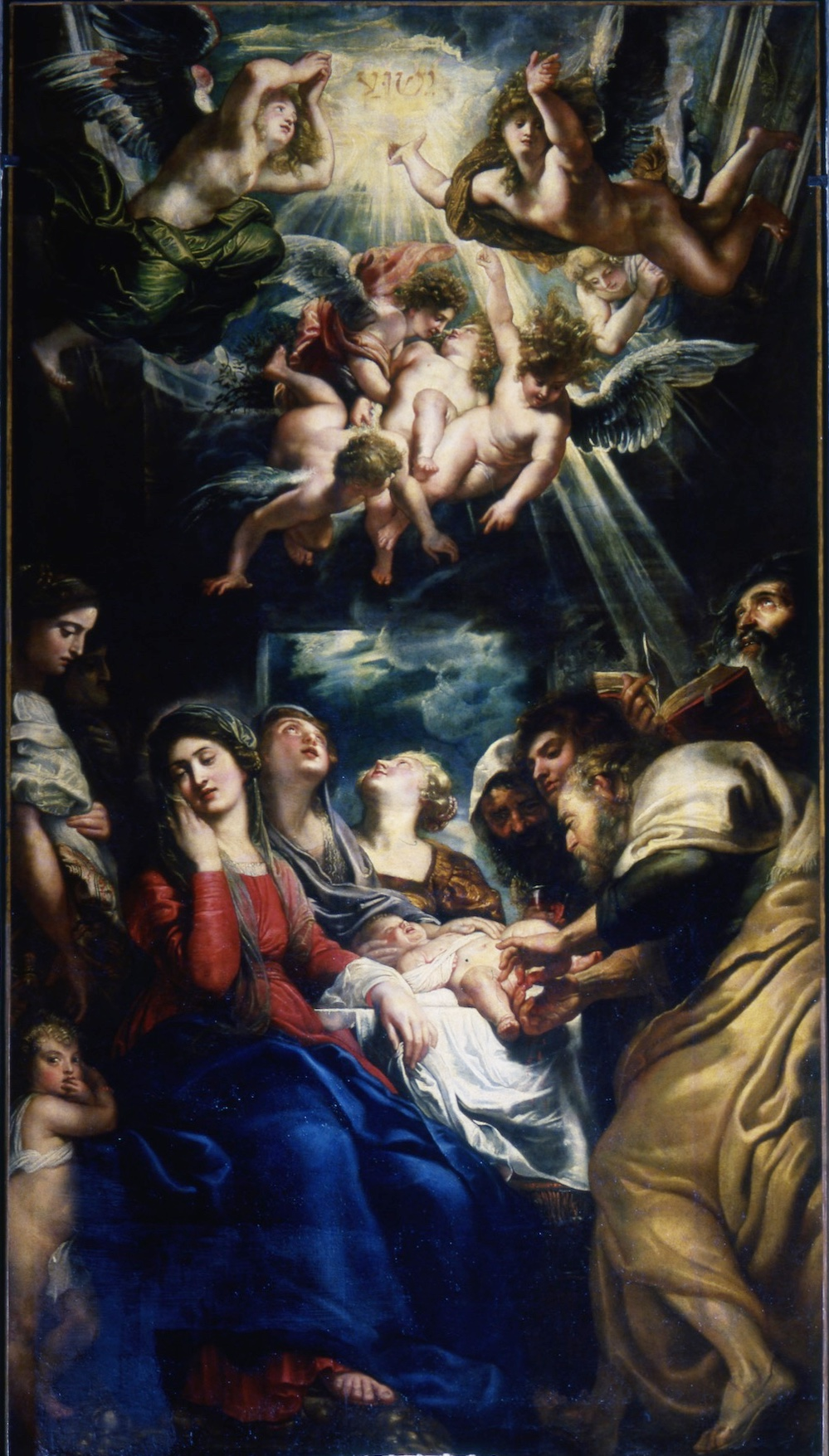
『キリストの割礼』1605年 ジェズ・エ・デイ・サンティ・アンブロージョ・エ・アンドレア教会（イタリア語版）所蔵
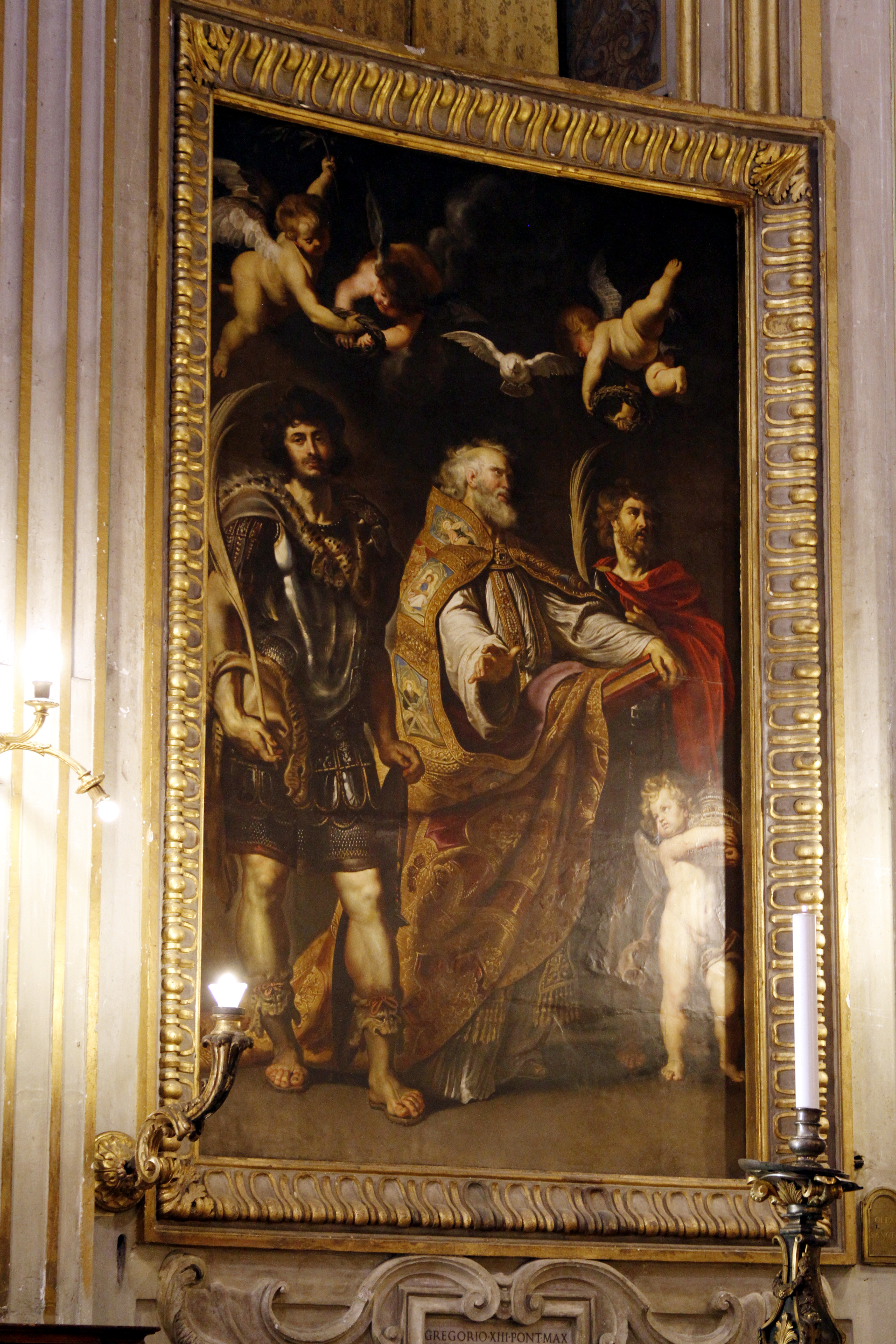
『聖グレゴリウス、聖マウルス、聖パピアヌス』1608年 サンタ・マリア・イン・ヴァリチェッラ教会（英語版）所蔵
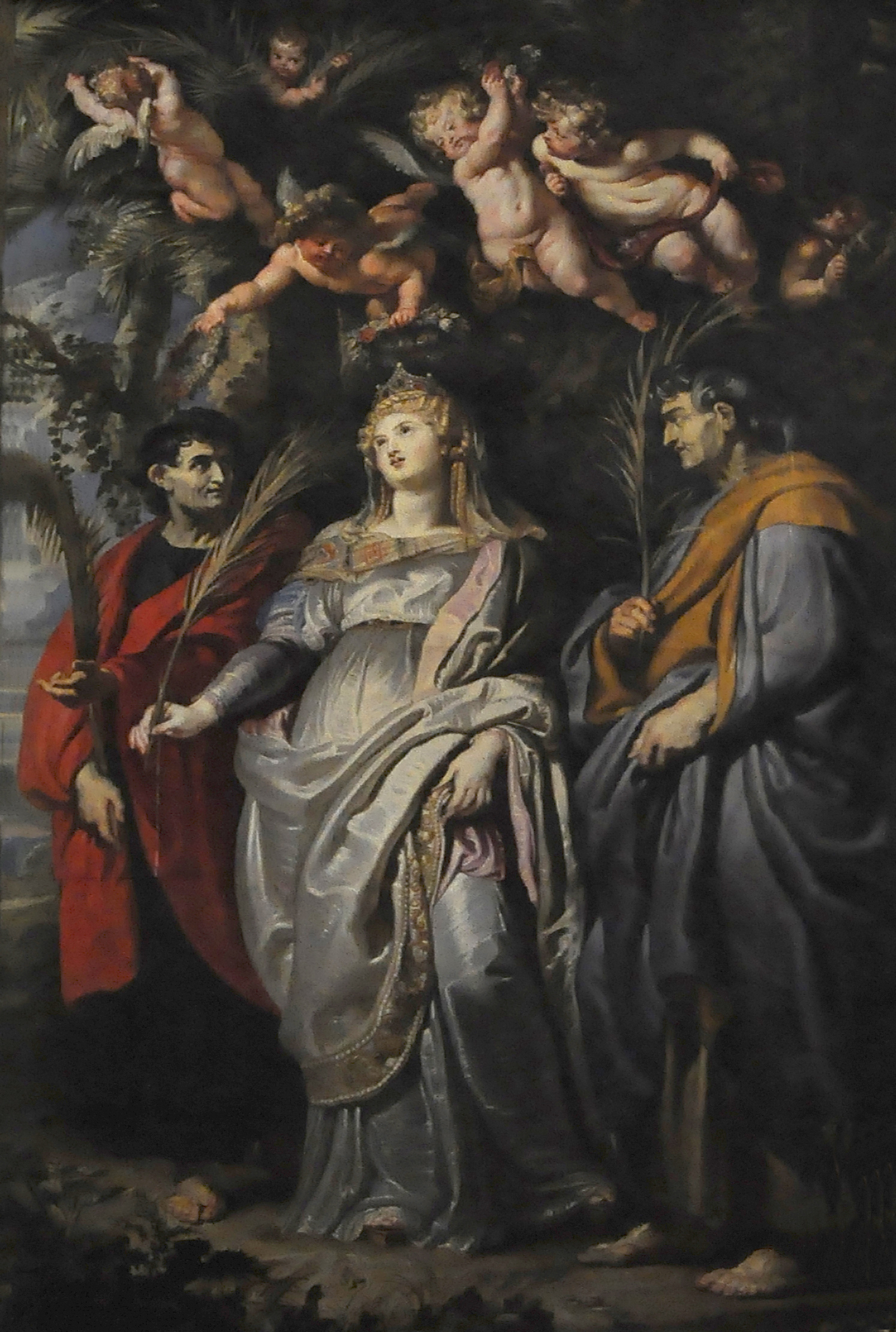
『聖ドミティラ、聖アキレウス、聖ネレウス』1608年 サンタ・マリア・イン・ヴァリチェッラ教会所蔵